# Laurids Nørgaard Bregendahl

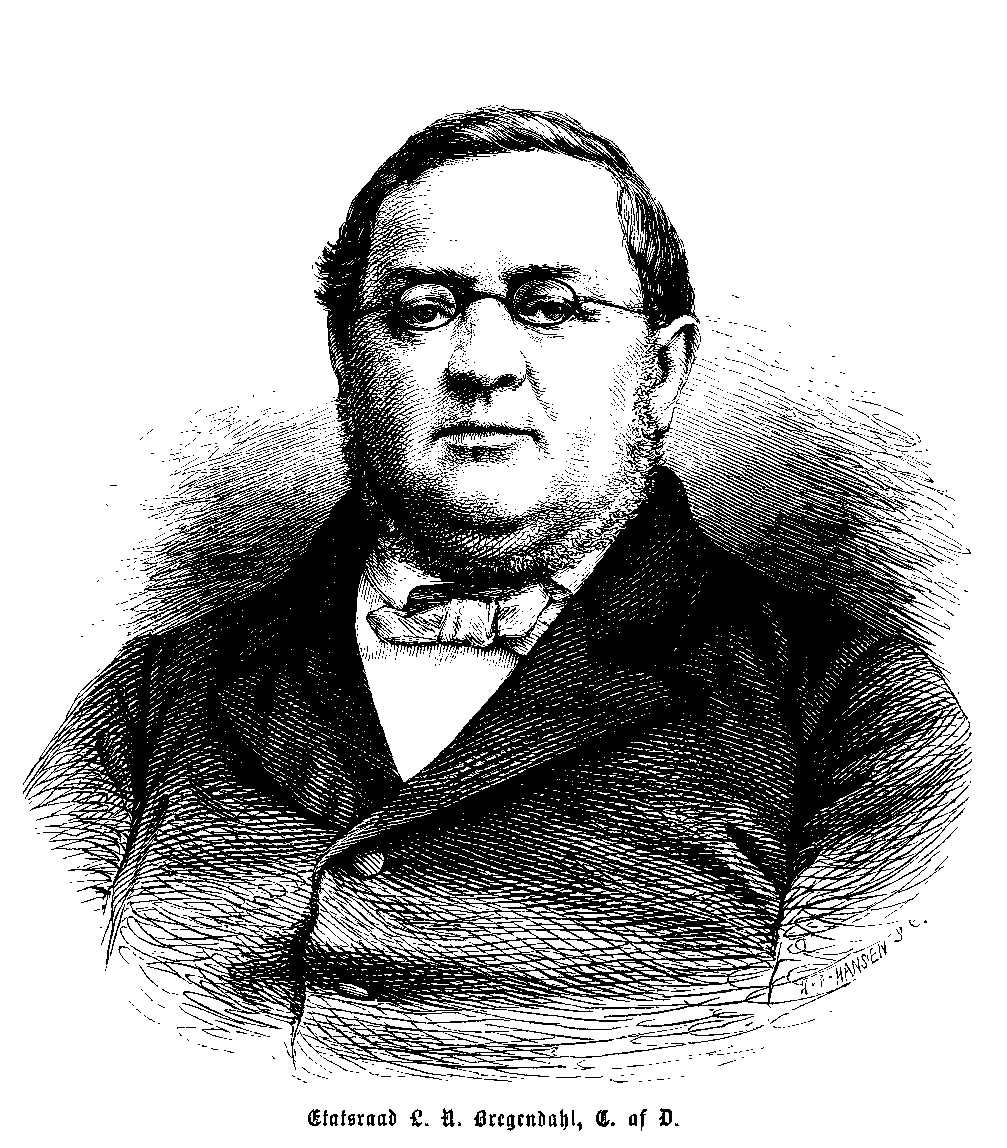
Laurids Nørgaard Bregendahl (1870)

Laurids Nørgaard Bregendahl (* 29. August 1811 in Skørping, Jütland; † 25. Juni 1872 in Kopenhagen) war ein dänischer Politiker der Nationalliberalen (De Nationalliberale), der unter anderem zwischen 1859 und 1870 Präsident des Folketing war.

## Leben
Laurids Nørgaard Bregendahl, Sohn eines Priesters, besuchte die Borgerdydskolen in Christianshavn, die er 1829 abschloss. Daraufhin begann er ein Studium der Rechtswissenschaften und legte 1834 die Prüfung für den öffentlichen Dienst ab, woraufhin er als Angestellter beim Stadtschreiber in Skælskør sowie 1837 in Roskilde tätig war. 1838 wurde er zum Stadtschreiber in Sorø ernannt und war von 1842 bis zu seinem Tod 1872 Oberster Gerichtsassessor in Viborg. 1848 wurde er als Vertreter des Wahlkreises „Viborg“ Mitglied der Verfassunggebenden Versammlung (Den Grundlovgivende Rigsforsamling) und gehörte dieser bis 1849 an. Er gehörte zum linken Flügel der Mitte und half 1849 durch seine Zustimmung, den Weg für die Verabschiedung der Verfassung zu ebnen, die den Kompromissvorschlag von Peter Daniel Bruun und Christian Magdalus Jespersen zur Wahlberechtigtenzählung und zu indirekten Wahlen zum Landsting.
Daraufhin wurde er 1849 Mitglied des Folketing, der zweiten Kammer des Reichstages (Rigsdag), und gehörte diesem als Vertreter des Wahlkreises „Viborg“ bis zu seinem Tode an, wobei er stets ohne Gegenkandidaten wiedergewählt wurde. Er reichte den Vorschlag ein, der in das Kreditvereinsgesetz (Kreditforeningsloven) vom 20. Juni 1850 umgewandelt wurde, ergriff die Initiative zur Gründung des Kreditvereins für jütländische Grundbesitzer (Kreditforeningen for Jyske Landejendomsbesiddere) und war selbst fast elf Jahre lang dessen Vorsitzender. Gemäß der Gesamtstaatsverfassung (Fællesforfatningen) von 1855 wurde er Mitglied des Reichsrates (Rigsrådet) und gehörte diesem bis 1863 an. Er schloss sich den Bauernfreunden (Bondevennernes Selskab) an und erhielt 1859 zunächst deren Unterstützung bei der Wahl zum stellvertretenden Vorsitzenden des Folketings. Als Nachfolger von Carl Eduard Rotwitt von den Bauernfreunden übernahm er am 3. Dezember 1859 selbst das Amt als Folketingets formand und bekleidete damit bis zu seinem Tode am 2. Dezember 1870 das Amt des Parlamentspräsidenten, woraufhin Christopher Krabbe von der Liberalen Partei (Venstre) ihn in diesem Amt ablöste.
Bregendahl war ferner Justizrat (Justitsråd) und Etatsrat (Etatsråd) und wurde für seine Verdienste zum Ritter sowie später zum Kommandeur 2. Grades des Dannebrogordens ernannt.